# Andrés Colorado
Andrés Felipe Colorado Sánchez (Guacarí; 1 de diciembre de 1998) es un futbolista colombiano. Juega de centrocampista y actualmente se encuentra en el Deportivo Cali de la Categoría Primera A de Colombia

## Trayectoria

### Cortuluá
Andrés Colorado se formó deportivamente en las categorías inferiores del Cortuluá, en donde logra ser promovido al plantel profesional en el 2017 en cual no tuvo oportunidades de juego, debutó el 21 de febrero del 2018, ganándose un lugar en la titular, disputando dos años con el equipo, 2017 y 2018 logra tener un buen desempeño,[cita requerida] llamando la atención del Deportivo Cali.

### Deportivo Cali
Pasó a préstamo en 2019 al Deportivo Cali, club donde jugó 36 partidos durante ese año. En enero de 2020 el club confirmó su continuidad para la nueva temporada. En 2021 se coronó campeón con Deportivo Cali de la Categoría Primera A en el Torneo Finalización.

### Regreso a Cortuluá
Una vez finalizada la cesión y no hacerse efectiva la opción de compra regresó a Cortuluá , a la espera de definir si se renueva su contrato con Deportivo Cali o si juega en el fútbol de Europa. Sin embargo, no disputa ningún encuentro con el equipo que ascendió a la Categoría Primera A y a final de año perdió la categoría. En su estadía solo se acondicionó en las instalaciones del club a la espera de definir su futuro.

### São Paulo
El 23 de febrero del 2022 se hace efectiva la cesión con opción de compra al São Paulo del Campeonato Brasileño firmando hasta el 31 de diciembre del 2022.

### Partizán de Belgrado
Después de dar por finalizada la cesión desde el Cortuluá , el Sao Paulo Futebol Clube no hace efectiva la opción de compra que tenía por el jugador así que regresa al club dueño de sus derechos deportivos que es el Cortuluá , en enero del 2023 es nuevamente cedido esta vez al Partizán de Belgrado de la Superliga de Serbia.

### Club Necaxa
En julio del 2023 se hace oficial su llegada al Club Necaxa de la Liga MX de México en condición de préstamo con opción de compra desde el Club dueño de su pase el Cortuluá, su salida del club Partizan de Belgrado fue debido a incumplimiento contractual.

## Selección nacional
En enero de 2022 fue convocado a la Selección Colombia, debutó marcando gol en la victoria de Colombia 2-1 sobre Honduras por un partido amistoso.

#### Goles internacionales
| # | Fecha               | Lugar                                            | Rival    | Gol   | Resultado | Competición |
| - | ------------------- | ------------------------------------------------ | -------- | ----- | --------- | ----------- |
| 1 | 16 de enero de 2022 | DRV PNK Stadium, Fort Lauderdale, Estados Unidos | Honduras | 2 - 1 | 2 - 1     | Amistoso    |

## Estadísticas

### Clubes
| Club                      | Div.          | Temporada     | Liga  | Liga  | Liga | Estaduales | Estaduales | Estaduales | Copa Nacional | Copa Nacional | Copa Nacional | Copa Internacional | Copa Internacional | Copa Internacional | Total | Total | Total |
| Club                      | Div.          | Temporada     | Part. | Goles | Asis | Part.      | Goles      | Asis       | Part.         | Goles         | Asis          | Part.              | Goles              | Asis               | Part. | Goles | Asis  |
| ------------------------- | ------------- | ------------- | ----- | ----- | ---- | ---------- | ---------- | ---------- | ------------- | ------------- | ------------- | ------------------ | ------------------ | ------------------ | ----- | ----- | ----- |
| Cortuluá · Colombia       | 1.ª           | 2017          | 0     | 0     | 0    | -          | -          | -          | -             | -             | -             | -                  | -                  | -                  | 0     | 0     | 0     |
| Cortuluá · Colombia       | 2.ª           | 2018          | 22    | 2     | 0    | -          | -          | -          | 2             | 0             | 0             | -                  | -                  | -                  | 24    | 2     | 0     |
| Cortuluá · Colombia       | Total club    | Total club    | 22    | 2     | 0    | -          | -          | -          | 2             | 0             | 0             | -                  | -                  | -                  | 24    | 2     | 0     |
| Deportivo Cali · Colombia | 1.ª           | 2019          | 32    | 1     | 2    | -          | -          | -          | 3             | 0             | 0             | 2                  | 0                  | 0                  | 37    | 1     | 2     |
| Deportivo Cali · Colombia | 1.ª           | 2020          | 19    | 1     | 1    | -          | -          | -          | -             | -             | -             | 6                  | 1                  | 0                  | 25    | 2     | 1     |
| Deportivo Cali · Colombia | 1.ª           | 2021          | 38    | 4     | 5    | -          | -          | -          | 6             | 1             | 0             | -                  | -                  | -                  | 44    | 5     | 5     |
| Deportivo Cali · Colombia | Total club    | Total club    | 89    | 6     | 8    | -          | -          | -          | 9             | 1             | 0             | 8                  | 1                  | 0                  | 106   | 8     | 8     |
| São Paulo · Brasil        | 1ª            | 2022          | 8     | 0     | 0    | 4          | 0          | 0          | 2             | 0             | 0             | 3                  | 0                  | 0                  | 17    | 0     | 0     |
| São Paulo · Brasil        | Total         | Total         | 8     | 0     | 0    | 4          | 0          | 0          | 2             | 0             | 0             | 3                  | 0                  | 0                  | 17    | 0     | 0     |
| Partizán Serbia           | 1ª            | 2022-23       | 14    | 1     | 1    | -          | -          | -          | -             | -             | -             | -                  | -                  | -                  | 14    | 1     | 1     |
| Partizán Serbia           | Total         | Total         | 14    | 1     | 1    | -          | -          | -          | -             | -             | -             | -                  | -                  | -                  | 14    | 1     | 1     |
| Club Necaxa · México      | 1ª            | 2023-24       | 18    | 0     | 0    | -          | -          | -          | -             | -             | -             | 2                  | 0                  | 0                  | 20    | 0     | 0     |
| Club Necaxa · México      | Total         | Total         | 18    | 0     | 0    | -          | -          | -          | -             | -             | -             | 2                  | 0                  | 0                  | 20    | 0     | 0     |
| Junior · Colombia         | 1ª            | 2024          | 11    | 0     | 0    | -          | -          | -          | 1             | 0             | 0             | 1                  | 0                  | 0                  | 13    | 0     | 0     |
| Junior · Colombia         | 1ª            | 2025          | 3     | 0     | 0    | -          | -          | -          | 0             | 0             | 0             | 1                  | 0                  | 0                  | 4     | 0     | 0     |
| Junior · Colombia         | Total         | Total         | 14    | 0     | 0    | -          | -          | -          | 1             | 0             | 0             | 2                  | 0                  | 0                  | 17    | 0     | 0     |
| Total carrera             | Total carrera | Total carrera | 165   | 9     | 9    | 4          | 0          | 0          | 14            | 1             | 0             | 15                 | 1                  | 0                  | 198   | 11    | 9     |

### Selección
| Selección      | Año            | Amistosos | Amistosos | Amistosos | Copa América | Copa América | Copa América | Copa Mundial | Copa Mundial | Copa Mundial | Eliminatorias Mundialistas | Eliminatorias Mundialistas | Eliminatorias Mundialistas | Total | Total | Total |
| Selección      | Año            | PJ        | G         | A         | PJ           | G            | A            | PJ           | G            | A            | PJ                         | G                          | A                          | PJ    | G     | A     |
| -------------- | -------------- | --------- | --------- | --------- | ------------ | ------------ | ------------ | ------------ | ------------ | ------------ | -------------------------- | -------------------------- | -------------------------- | ----- | ----- | ----- |
| Colombia       |                |           |           |           |              |              |              |              |              |              |                            |                            |                            |       |       |       |
| 2022           | 1              | 1         | 0         | --        | --           | --           | --           | --           | --           | --           | --                         | --                         | 1                          | 1     | 0     |       |
| Total          | 1              | 1         | 0         | --        | --           | --           | --           | --           | --           | --           | --                         | --                         | 1                          | 1     | 0     |       |
| Total Colombia | Total Colombia | 1         | 1         | 0         | 0            | 0            | 0            | 0            | 0            | 0            | 0                          | 0                          | 0                          | 1     | 1     | 0     |

## Palmarés

### Títulos nacionales
| Título              | Club           | País     | Temporada |
| ------------------- | -------------- | -------- | --------- |
| Torneo Finalización | Deportivo Cali | Colombia | 2021      |